# Ytterst-Stensträsket
Ytterst-Stensträsket är en sjö i Piteå kommun i Norrbotten och ingår i Alån-Rosåns kustområde.